# Aston Martin V8
Aston Martin V8 — серия автомобилей класса Гран туризмо с восьмицилиндровыми двигателями, выпускавшихся с 1972 по 2000 год английской компанией Aston Martin.

## AM V8 (1972—1989)
После продажи Дэвидом Брауном компании в январе 1972 года, модель Aston Martin DBS V8 была переименована в просто Aston Martin V8 (AM V8) и немного обновлена. Спереди у неё появились одинарные фары и новая решётка радиатора. Автомобиль сохранил V-образный восьмицилиндровый двигатель с впрыском топлива.
С августа 1973 года дорогостоящая и сложная в настройке система впрыска топлива была заменена на четыре карбюратора Weber. Такой автомобиль отличался увеличенным воздухозаборником на капоте, предназначенным для размещения воздушного фильтра.

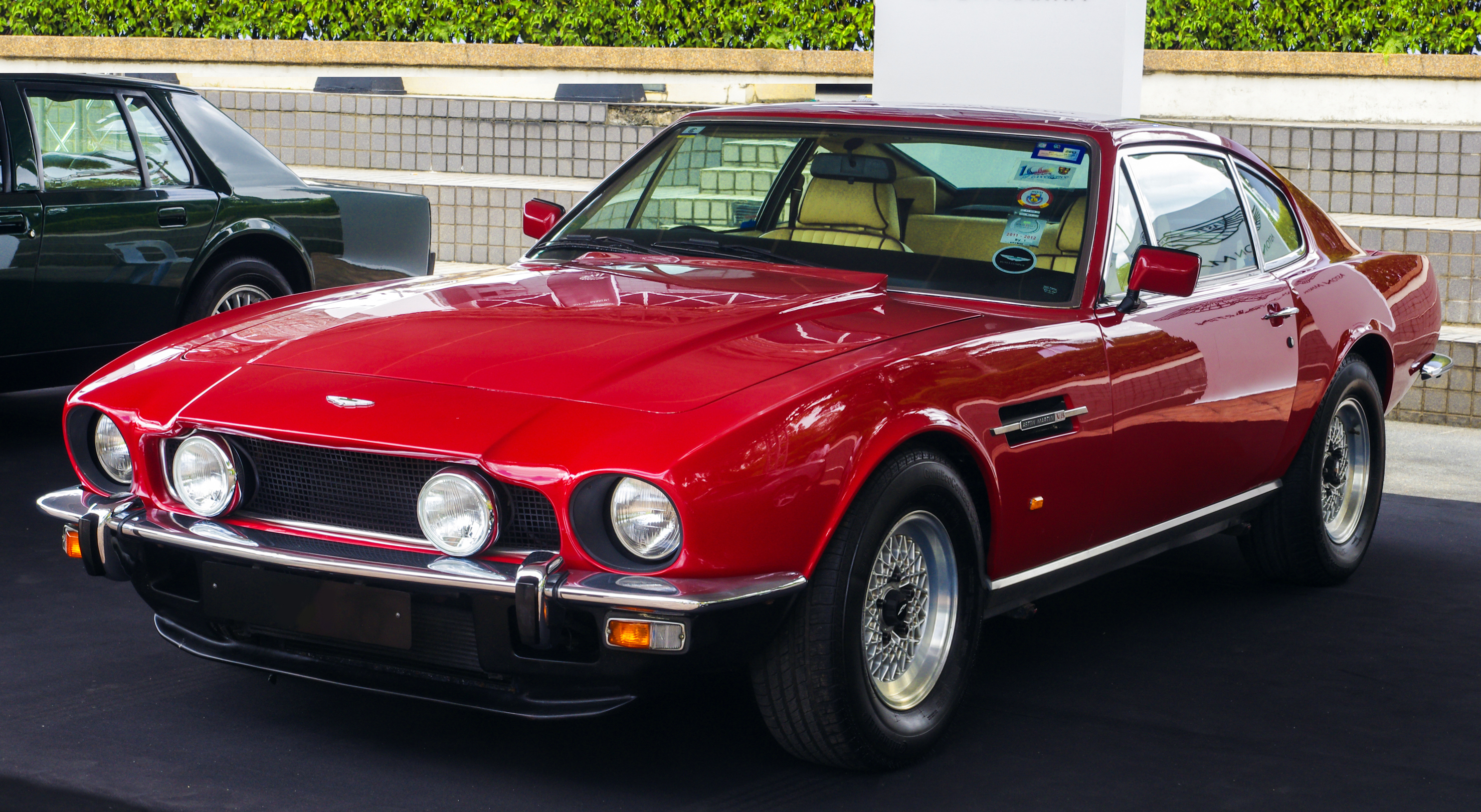
AM V8 последних лет выпуска

В 1977 году была произведена модернизация двигателя, названная первой стадией изменений. Помимо прочего, мотор получил новую выхлопную систему, увеличившую его мощность примерно на 25 л. с. В 1978 году появилась обновлённая модель, неофициально названная Oscar India, с роскошным салоном из орехового дерева. Снаружи автомобиль был заметен заглушённым, без отверстия, выступом на капоте и обновлённой задней частью со спойлером.
Начиная, примерно, с 1978 года каждый двигатель нёс табличку с именем собиравшего его мастера. Этот давно производимый мотор постепенно эволюционировал, значительное его обновление было произведено в 1980 году с появлением 580-й серии.
В 1983 году на автомобили стали устанавливать новые колёса, а с 1985 года двигатель обзавёлся системой впрыска топлива Marelli. Эти автомобили, известные под индексом 585, имели плоский капот, такими они и остались до окончания производства.
Всего было изготовлено 2360 автомобилей.

## V8 Vantage (1977—1990)

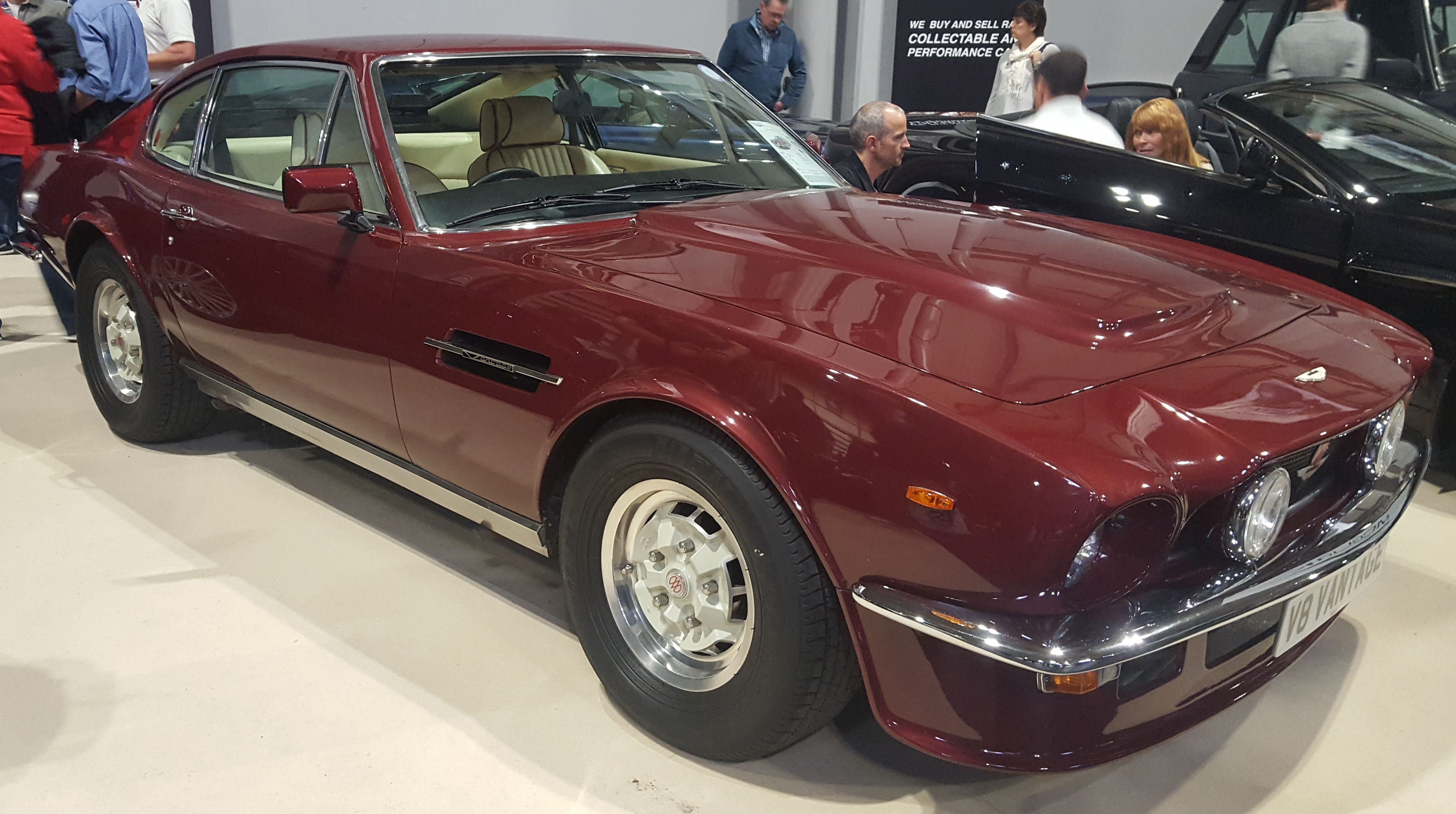
1982 AM V8 Vantage

Восьмицилиндровый двигатель зарекомендовал себя как прочный и надёжный агрегат, и было очевидно, что он имеет большой потенциал по увеличению мощности. Представленный 17 февраля 1977 года автомобиль AM V8 Vantage был оснащён таким форсированным двигателем. Изменённые распредвалы и впускной коллектор, большего размера клапаны и модернизированные карбюраторы, новые свечи зажигания — всё это позволило на 40 % повысить мощность мотора и на 10 % поднять его крутящий момент. Такой двигатель развивал примерно 410—435 л. с.

## AM V8 Volante/V8 Vantage Volante (1978—1989)

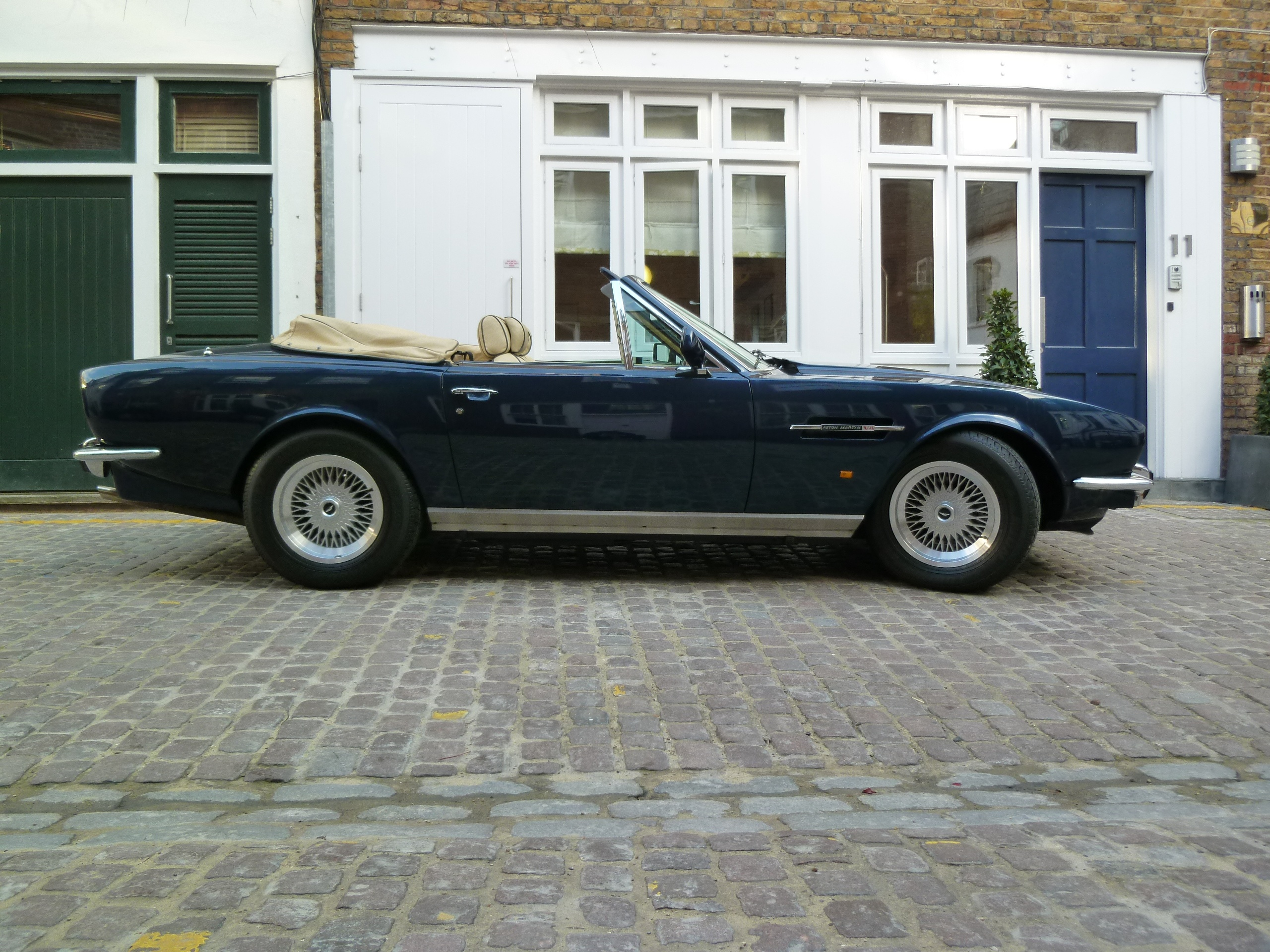
AM V8 Volante

В 1978 году появилась долгожданная открытая версия автомобиля, AM V8 Volante с автоматически складывающимся верхом.
Некоторые модели AM V8 Volante выпускались в комплектации Vantage. Вдобавок к 410-сильному двигателю в комплектации X-pack или к мотору в 435 л. с. в комплектации Big Bore, модель имела увеличенную выштамповку для забора воздуха, более крупный спойлер сзади и расширенные колёсные арки.

## V8 Vantage Zagato/V8 Zagato Volante (1986—1990)

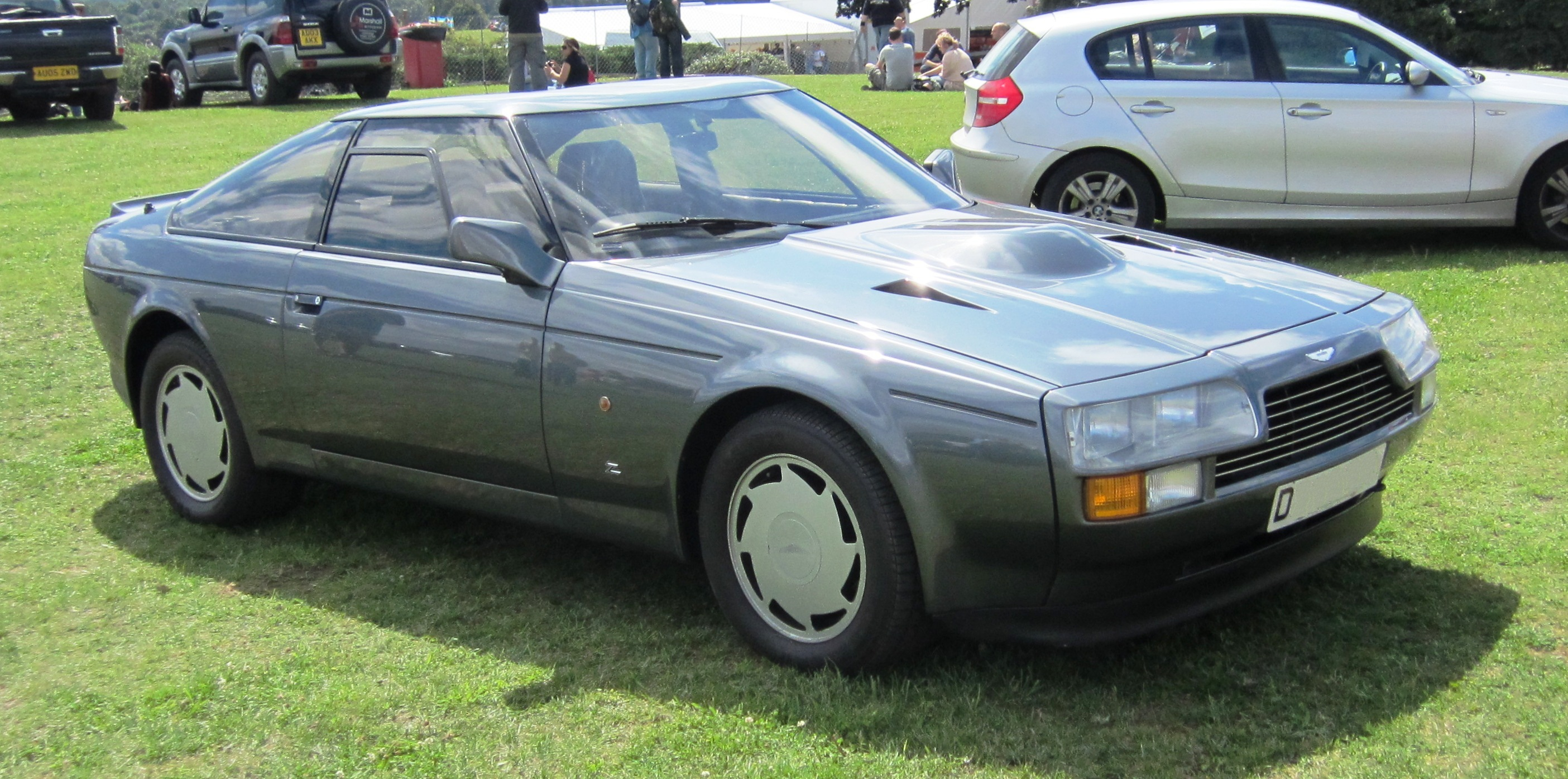
V8 Vantage Zagato

Анонсированный на автосалоне в Женеве в 1985-м, год спустя этот оригинальный автомобиль был представлен там же, и каждый из 50 планируемых к выпуску экземпляров был продан заранее. Стандартный AM V8 Vantage был одним из самых быстрых, если не самым быстрым автомобилем в мире на то время. Но благодаря уменьшенной колёсной базе, лишившись задних сидений, имея ещё больше форсированный двигатель и обтекаемый кузов, модель Zagato стала просто экстремальным автомобилем Aston Martin.
Тем не менее, многие были недовольны выступающим бугром на капоте, который был необходим для размещения воздушного фильтра массивных карбюраторов Weber. Изначально плоский капот использовался совместно с двигателем со впрыском топлива, но тот оказался недостаточно мощным для того, чтобы разогнать автомобиль до обещанных 300 км/ч.
Прототип открытого V8 Zagato Volante был показан на Женевском автосалоне 1987 года. Тогда же были объявлены планы о производстве только 25 таких автомобилей, но, в конце концов, было изготовлено и продано 37 экземпляров.
Кабриолет отличался от купе, у него была иная, более обтекаемая решётка радиатора и закрывающиеся шторкой фары. К тому же, использование двигателя со впрыском топлива, примерно на 100 л. с. менее мощного, не требовало уродливого выступа на капоте, он был плоским. Но, по требованию заказчика, отдельные экземпляры оснащались более мощным карбюраторным двигателем, или могли иметь передок, оформленный в стиле купе.

## Автомобиль Джеймса Бонда (1987)

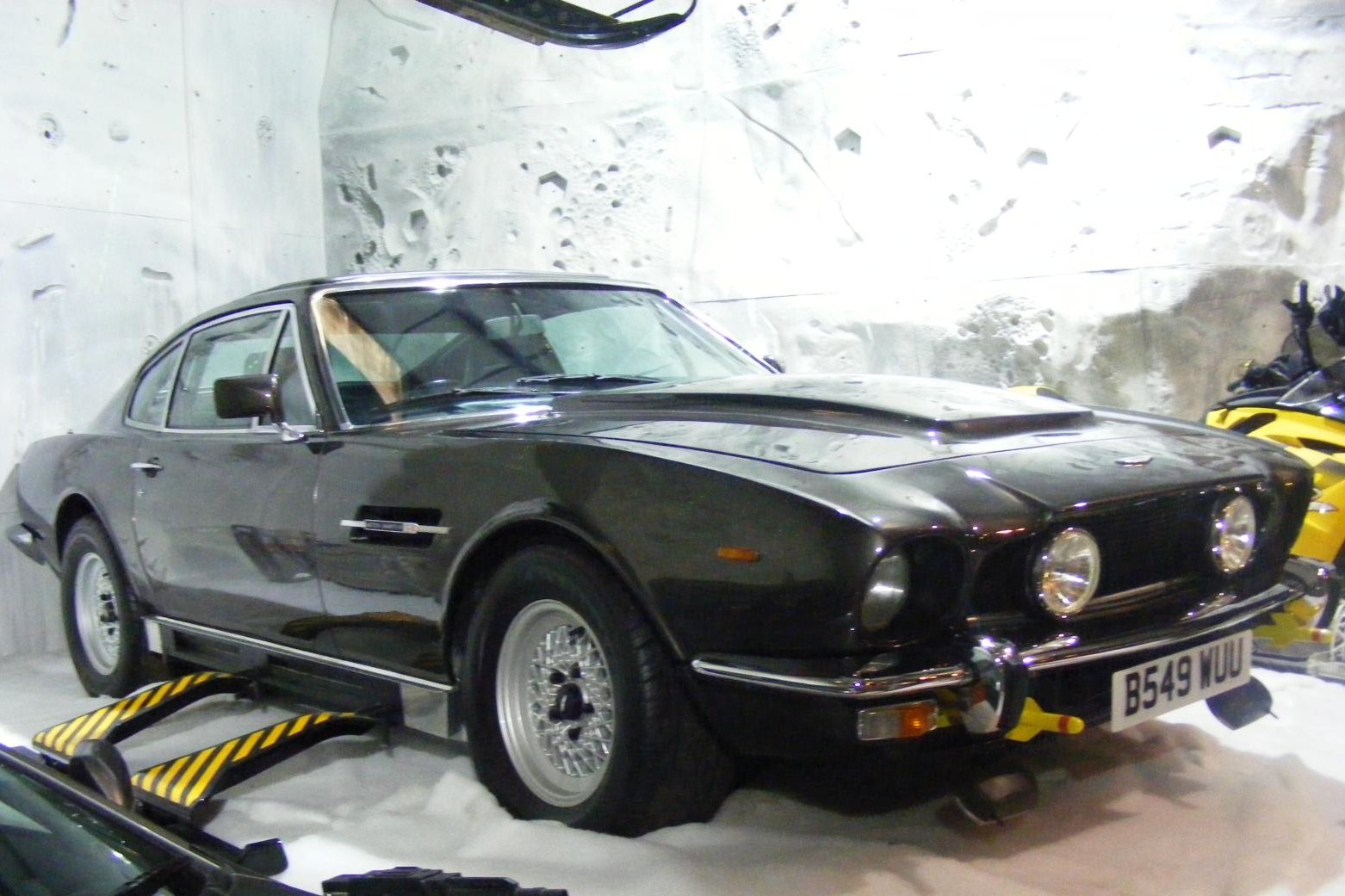
AM V8 Vantage Джеймса Бонда

Почти через 20 лет модель Aston Martin вновь снималась в фильме о Джеймсе Бонде. Выделенные для этих целей лично главой компании Виктором Гонтлетт (англ. Victor Gauntlett) два автомобиля, кабриолет AM V8 Vantage Volante и купе AM V8 Vantage, как и положено, были оснащены всеми необходимыми шпионскими «штучками». Среди них: реактивные ускорители за задним номерным знаком; шины с выскакивающими шипами для езды по льду; выдвижные лыжи для движения по глубокому снегу; ракеты, спрятанные за противотуманными фарами; лазерные резаки, встроенные в ступицы передних колёс; выдвигаемый из передней панели экран, предназначенный для нацеливания ракет; полицейское радио и система самоуничтожения.
Модель AM V8 часто мелькает в рекламных кадрах нового фильма о Джеймсе Бонде, выход которого намечен на начало 2020 года

## V8 Coupe (1996—2000)

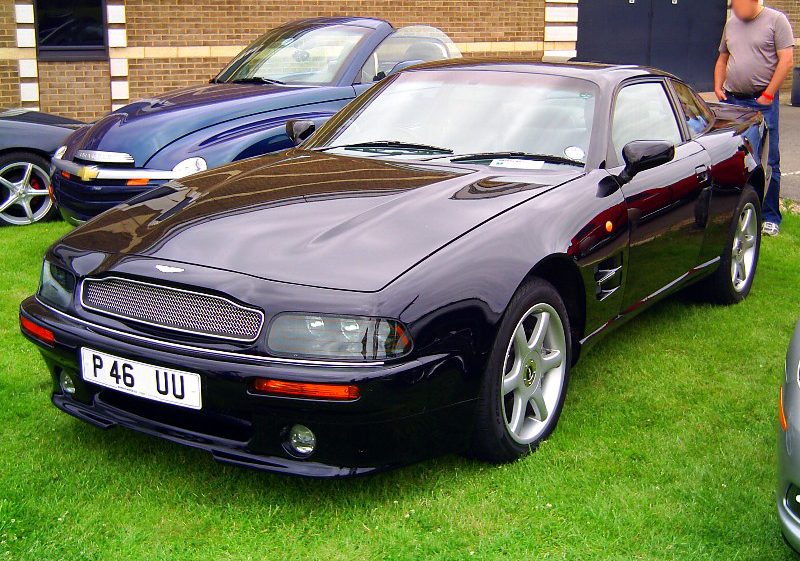

После окончания производства купе Virage в 1994 году, у компании остались только две модели с восьмицилиндровым двигателем: компрессорные Vantage и Vantage Volante. В 1996 году модельный ряд был расширен добавлением нового V8 Coupe, представленного на Женевском автосалоне.
Автомобиль выглядел как Vantage на базе которого он был сделан и являлся его упрощённой версией с атмосферным мотором. Главными внешними отличиями были хромированная сетка решётки радиатора в обрамлении и менее выраженные воздухозаборники под бампером. А благодаря более узким шинам модель имела скорее элегантный, чем брутальный вид.
Автомобиль оснащался обновлённым V-образным восьмицилиндровым 32-клапанным двигателем рабочим объёмом 5,3 литра. И был качественно собран, благодаря инвестициям, идущим от корпорации Ford, владевшей компанией в то время.
Этот редкий автомобиль, изготовленный всего в 101 экземпляре, занял своё место в истории Aston Martin.

## V8 Volante (1997—2000)

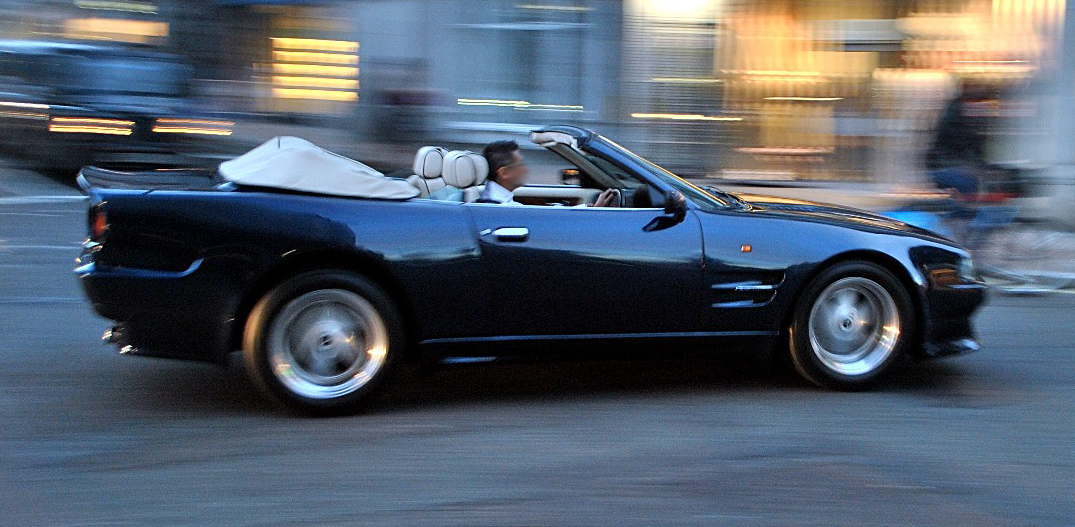
V8 Volante

По принятой в компании традиции, через год после появления купе, на автосалоне в Лондоне был представлен открытый V8 Volante, как со стандартной, так и с удлинённой колёсной базой (LWB V8 Volante). Копируя внешний вид и технику купе, такой кабриолет получил на 200 миллиметров больше пространства для ног. Удлинённая версия отличалась выштамповками на кузове перед задними колёсами.

## Комментарии
1. ↑   По принятой в те годы традиции, компания не указывала мощность двигателей в официальных документах[5].